# India Summer
India Summer (Des Moines, Iowa, 1975. április 26. –) amerikai pornószínésznő.
1975-ben született Des Moinesben. Ír, amerikai, német és angol felmenőktől származik. Egyedüli gyermekként nőtt fel. 17 évesen vesztette el szüzességét. Dolgozott életmentőként és hippi és ékszeres boltban gimnáziumban és főiskolán. Hároméves főiskolai képzést követően megszerezte a diplomáját, majd aktívan kezdett dolgozni a felnőtt szórakoztató iparban. Korábban swinger volt. 2005 decemberétől hardcore szex filmekben kezdett szerepelni. 2006 szeptemberétől teljes munkaidőre választotta foglalkozásul X-rated jelzésű, azaz felnőtteknek szóló filmekben való szereplést. Számos díjat nyert, beleértve CAVR-díjat, AVN-díjat, XRCO-díjat. Gyakorolja a jógát, a tantrikus szexet és meditál is.

## Válogatott filmográfia
- 2013 Women Seeking Women 94
- 2013 Sperm Bank
- 2013 She's Come Undone
- 2013 Tanlines 3
- 2013 Lesbo Pool Party 2
- 2013 MILFs Seeking Boys 4
- 2013 Lex Is a Mother Fucker
- 2013 Women Seeking Women 92
- 2013 Net Skirts 10.0
- 2013 Housewives Orgy 2
- 2013 Newswomen 3
- 2013 Cougars and Cubs
- 2013 How to Make a Cheap Porno 2
- 2013 Twisted Passions 8
- 2013 Panty Pops 7
- 2013 Moms Bang Teens 2
- 2013 Newswomen 2
- 2013 The Hooker Experience
- 2013 Cheer Squad Sleepovers 4
- 2012 Jessica Drake's Guide to Wicked Sex: Anal Play for Men
- 2012 Newswomen
- 2012 The Neighbors: Volume 2
- 2012 Pure Milf
- 2012 Mom's Cuckold 10
- 2012 Lesbian Romance
- 2012 Erotic Karma
- 2012 Lesbian Love Stories
- 2012 Dirty Moms
- 2012 MILF Gape
- 2012 The Swinger
- 2012 Spartacus MMXII: The Beginning
- 2012 Lesbian Sex 9
- 2012 Soccer Moms
- 2012 Road Queen 23
- 2012 Torn
- 2012 The Stepmother 7
- 2012 Lesbian Sex 8
- 2012 Facial Overload 2: MILF Edition
- 2012: Emmanuelle Through Time: Rod Steele 0014 & Naked Agent 0069, film, Tracy
- 2012: Emmanuelle Through Time: Emmanuelle’s Skin City, tévéfilm, Tracy
- 2011: Emmanuelle Through Time: Emmanuelle’s Forbidden Pleasures, videó, Tori, Tracy
- 2011: Emmanuelle through Time: Emmanuelle Through Time: Emmanuelle’s Supernatural Sexual Activity, tévéfilm (Tori, Tracy)